# Сан-Мигел-дус-Милагрис
Сан-Мигел-дус-Милагрис (порт. São Miguel dos Milagres) — муниципалитет в Бразилии, входит в штат Алагоас. Составная часть мезорегиона Восток штата Алагоас. Входит в экономико-статистический микрорегион Литорал-Норти-Алагоану. Население составляет 7 300 человек. Занимает площадь 76,852 км².
Праздник города — 7 июля.

## История
Город основан в 1960 году.

## Статистика
- Валовой внутренний продукт на 2006 год составляет 15 742 реала (данные: Бразильский институт географии и статистики).
- Индекс развития человеческого потенциала]] на 2006 год составляет 0,62 (данные: Программа развития ООН).